# USS Sicily (CVE-118)
USS Sicily (CVE-118) là một tàu sân bay hộ tống lớp Commencement Bay được Hải quân Hoa Kỳ chế tạo trong Chiến tranh Thế giới thứ hai. Nó là chiếc tàu chiến duy nhất của Hải quân Mỹ được đặt theo đảo Sicily, Ý, nơi diễn ra cuộc đổ bộ dưới tên gọi Chiến dịch Husky vào năm 1943. Hoàn tất khi Thế Chiến II đã kết thúc, con tàu tiếp tục phục vụ tích cực sau đó trong Chiến tranh Triều Tiên và Chiến tranh Lạnh, cho đến khi xuất biên chế năm 1954 và bị bán để tháo dỡ năm 1960. Sicily được tặng thưởng năm Ngôi sao Chiến trận do thành tích phục vụ trong Chiến tranh Triều Tiên.

## Thiết kế và chế tạo
Với tên ban đầu là Sandy Bay, con tàu được đặt lườn tại xưởng tàu của hãng Todd Pacific Shipyards ở Tacoma, Washington vào ngày 23 tháng 10 năm 1944. Nó được hạ thủy vào ngày 14 tháng 4 năm 1945; được đỡ đầu bởi bà Julius Vanderwiele, và được đổi tên thành Sicily vào ngày 5 tháng 6 năm 1945 trước khi nhập biên chế vào ngày 27 tháng 2 năm 1946 dưới quyền chỉ huy của Hạm trưởng, Đại tá Hải quân B. W. Wright.

## Lịch sử hoạt động
Sicily được trang bị tại Portland, Oregon, rồi được chất tiếp liệu tại Seattle, Washington trước khi lên đường đi San Diego, California, nơi nó tiến hành chạy thử máy huấn luyện trong tháng 4 và tháng 5, 1946. Nó nhận mệnh lệnh lên đường vào ngày 15 tháng 5 để chuyển sang vùng bờ Đông, đi ngang qua kênh đào Panama và Norfolk, Virginia để đến New York. Con tàu đi vào Xưởng hải quân Brooklyn vào ngày 6 tháng 6 và ở lại đây cho đến ngày 30 tháng 9, khi nó lên đường đi Argentia, Newfoundland để thực hành huấn luyện trong điều kiện giá lạnh. Trong thời gian còn lại của năm 1946, và trong hơn ba năm tiếp theo cho đến ngày 3 tháng 4, 1950, nó hoạt động cùng Hạm đội Đại Tây Dương từ cảng nhà Norfolk. Nó được điều động sang Hạm đội Thái Bình Dương vào năm 1950, và đi đến cảng nhà mới là San Diego vào ngày 28 tháng 4, dự định sẽ thực hành huấn luyện chống tàu ngầm trong mùa Hè.

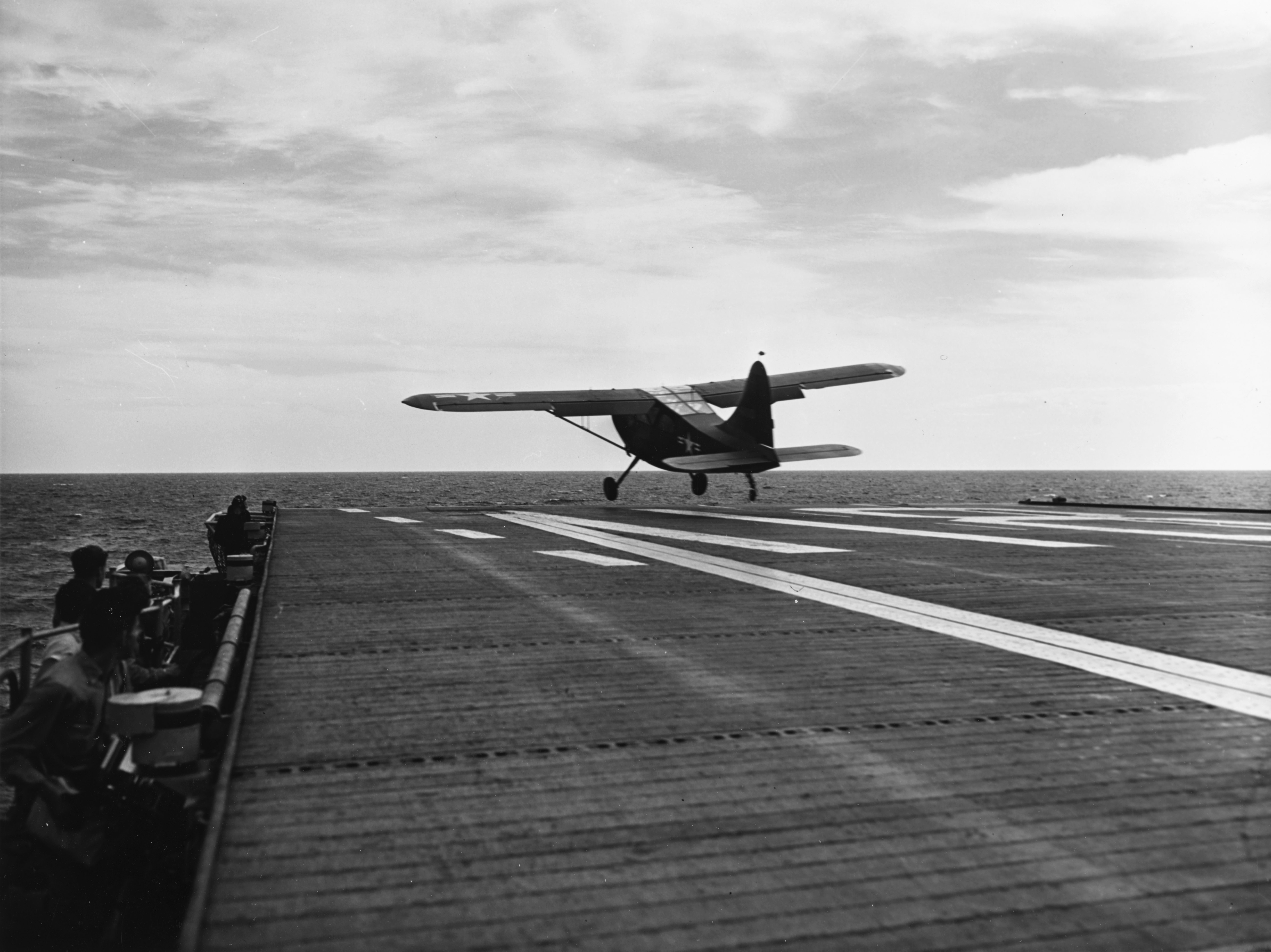
Một máy bay OY-2 của Thủy quân Lục chiến cất cánh từ Sicily, năm 1950.

Tuy nhiên, sự kiện lực lượng Bắc Triều Tiên tấn công xuống lãnh thổ Nam Triều Tiên vào ngày 25 tháng 6, 1950, khiến Chiến tranh Triều Tiên bùng nổ, đã buộc phải huy động Sicily sang vùng chiến sự tại Viễn Đông. Con tàu được thông báo khẩn cấp vào ngày 2 tháng 7, và lên đường chỉ hai ngày sau đó hướng sang khu vực Tây Thái Bình Dương, bắt đầu lượt đầu tiên trong số ba đợt phục vụ tại vùng biển Triều Tiên. Chiếc tàu sân bay đảm nhiệm vai trò soái hạm cho Đội tàu sân bay 15, và vào ngày 3 tháng 8 đã tung những máy bay thuộc Liên đội Không lực Thủy quân Lục chiến VMF-214 được phối thuộc thực hiện những phi vụ đầu tiên hỗ trợ cho lực lượng Liên Hợp Quốc chiến đấu trên bộ.
Trong đợt phục vụ này, Sicily đã hỗ trợ các hoạt động tác chiến tại Pohang, hỗ trợ cho cuộc đổ bộ lên Inchon vào ngày 15 tháng 9, tiến quân đến Seoul, rồi trong cuộc triệt thoái Hŭngnam từ ngày 9 đến ngày 24 tháng 12, trước khi quay trở về San Diego vào ngày 5 tháng 2, 1951. Trong lượf phục vụ thứ hai cùng Đệ thất Hạm đội từ ngày 13 tháng 5 đến ngày 12 tháng 10, 1951, chiếc tàu sân bay đã hoạt động ở cả hai phía bờ biển của bán đảo Triều Tiên; rồi trong lượt phục vụ thứ ba cùng Đệ thất Hạm đội từ ngày 8 tháng 5 đến ngày 4 tháng 12, 1952, nó phục vụ cùng Lực lượng Đặc nhiệm 95, lực lượng Hộ tống và Phong tỏa Liên Hợp Quốc. Con tàu còn được cử sang hoạt động tại Viễn Đông một lần nữa từ ngày 14 tháng 7, 1953 đến ngày 25 tháng 2, 1954.
Sau khi quay trở về vùng bờ Tây, Sicily được cho xuất biên chế vào ngày 4 tháng 10, 1954, và được đưa về Hạm đội Dự bị Thái Bình Dương. Tên nó được cho rút khỏi danh sách Đăng bạ Hải quân vào ngày 1 tháng 7, 1960, và con tàu được bán cho hãng Nicolai Joffe Corp. vào ngày 31 tháng 10, 1960 để tháo dỡ.

## Phần thưởng
Sicily được trao tặng năm Ngôi sao Chiến đấu do thành tích phục vụ trong Chiến tranh Triều Tiên.